# Sư đoàn 7 Bộ binh Quân lực Việt Nam Cộng hòa
Sư đoàn 7 Bộ binh, là một trong 3 đơn vị chủ lực quân trực thuộc Quân đoàn IV và Quân khu 4 của Quân lực Việt Nam Cộng hòa, tồn tại từ năm 1955 đến năm 1975, hoạt động tại khu vực Đồng bằng sông Tiền Giang ở miền Tây thuộc phía Nam lãnh thổ Việt Nam Cộng hòa. Nhiệm vụ của Sư đoàn 7 rất gian truân và nặng nề. Thường xuyên phải hành quân truy quét Quân Giải phóng miền Nam mà hiện thân là quân du kích địa phương, để gìn giữ an ninh cho khu vực "trách nhiệm bảo an" của mình, đồng thời luôn hỗ trợ cho các đơn vị Địa phương quân của các Tiểu khu.
- Từ năm 1969 Bộ tư lệnh Sư đoàn đặt tại căn cứ Đồng Tâm[2], địa điểm này cũng là Hậu cứ của Sư đoàn cho đến cuối tháng 4/1975.

## Lịch sử hình thành
Sư đoàn 7 Bộ binh, được thành lập vào ngày 1 tháng 1 năm 1955 tại Tam Kỳ, Quảng Nam với danh xưng ban đầu là Sư đoàn 31 Bộ binh do Trung tá Nguyễn Hữu Có làm Tư lệnh đầu tiên.

## Quá trình thay đổi phiên hiệu
Sư đoàn 31 là hậu thân của Liên đoàn Lưu động số 31 trong Quân đội Liên Hiệp Pháp, đồn trú tại Hải Dương do Trung tá Nguyễn Quang Hoành làm Chỉ huy trưởng đầu tiên, kế đến là Trung tá Tôn Thất Đính và sau cùng là Trung tá Nguyễn Hữu Có.
Sau Hiệp định đình chiến Genève 20 tháng 7 năm 1954, Liên đoàn 31 di chuyển vào Nam, đồn trú tại Tam Kỳ, Quảng Nam cho đến khi giải tán vào ngày 15 tháng 12 năm 1954 để dùng làm nòng cốt thành lập Sư đoàn 31 Bộ binh.
Mùa hè năm 1955, Sư đoàn di chuyển từ Quảng Nam vào miền Nam, đồn trú tại Biên Hòa. Tháng 8, được cải danh thành đơn vị Dã chiến. Sau vài tuần lễ lại thay đổi phiên hiệu là Sư đoàn Dã chiến số 11. Tháng 10 cùng năm cải danh thành Sư đoàn Dã chiến số 4. Đến đầu tháng 12 năm 1958, Sư đoàn được cải danh lần cuối cùng thành Sư đoàn 7 Bộ binh.
Ngày 20 tháng 5 năm 1961, Sư đoàn di chuyển về miền tây Nam phần, trú đóng tại Thị xã Mỹ Tho. Về sau, Bộ tư lệnh Sư đoàn chuyển sang căn cứ Đồng Tâm và cố định ở đây đến ngày 30 tháng 4 năm 1975.
Địa bàn hoạt động và trách nhiệm của Sư đoàn gồm các tỉnh: Định Tường, Gò Công, Long An, Kiến Tường, Kiến Phong và Kiến Hòa thuộc Khu 43 chiến thuật .
Qua quá trình được tôi luyện trong chiến trường, Sư đoàn đã trở thành một đơn vị thiện chiến và không thua kém các đơn vị bạn, đồng thời đã cùng các đơn vị bạn bảo an lãnh thổ và làm tròn trách nhiệm đối với khu vực của mình cho tới ngày cuối cùng trước khi buông vũ khí theo lệnh của Tổng thống Việt Nam Cộng hòa.

## Đơn vị trực thuộc và phối thuộc
| Stt | Đơn vị                       | Chú thích | Stt | Đơn vị                        | Chú thích                                                                                            |
| --- | ---------------------------- | --------- | --- | ----------------------------- | --- |
| 1   | Trung đoàn 10                |           | 10  | Biệt đội Quân báo             | |
| 2   | Trung đoàn 11                |           | 11  | Biệt đội Kỹ thuật             | |
| 3   | Trung đoàn 12                |           | 12  | Biệt đội Tác chiến Điện tử    | |
| 4   | Đại đội Tổng hành dinh       |           | 13  | Tiểu đoàn Quân y              | |
| 5   | Đại đội Trinh sát            |           | 14  | Tiểu đoàn Truyền tin          | |
| 6   | Đại đội Quân cảnh            |           | 15  | Tiểu đoàn Tiếp vận            | |
| 7   | Đại đội Công vụ              |           | 16  | Tiểu đoàn Công binh chiến đấu | |
| 8   | Đại đội Quân vận (Quân xa)   |           | 17  | Trung đoàn Pháo binh          | Các Tiểu đoàn: 70 (155 ly), 71, 72, 73 (105 ly). Phối thuộc và dưới sự điều động của Tư lệnh Sư đoàn |
| 9   | Đại đội Hành chính Tài chính |           | 18  | Thiết đoàn 6                  | Thuộc "Lữ đoàn 4 Kỵ binh". Phối thuộc, dưới sự điều động của Tư lệnh Sư đoàn                         |

## Bộ Tư lệnh Sư đoàn và Chỉ huy Trung đoàn
| Stt | Họ và Tên                                       | Cấp bậc     | Chức vụ               | Chú thích                          |
| --- | ----------------------------------------------- | ----------- | --------------------- | ---------------------------------- |
| 1   | Trần Văn Hai Võ bị Đà Lạt K7                    | Chuẩn tướng | Tư lệnh               | Tuẫn tiết ngày 30 tháng 4 năm 1975 |
| 2   | Phạm Đình Chi Võ khoa Thủ Đức K3                | Đại tá      | Tư lệnh phó           |                                    |
| 3   | Bùi Huy Sảnh Võ bị Địa phương Nam Việt Vũng Tàu | Đại tá      | Tham mưu trưởng       |                                    |
| 4   | Trương Văn Bưởi Võ bị Đà Lạt K10                | Đại tá      | Chỉ huy Trung đoàn 10 |                                    |
| 5   | Đặng Phương Thành Võ bị Đà Lạt K16              | Đại tá      | Chỉ huy Trung đoàn 12 |                                    |

### Trung đoàn Pháo binh
- Đơn vị phối thuộc

| Stt | Họ và Tên                         | Cấp bậc  | Chức vụ          | Đơn vị                       | Chú thích                                                               |
| --- | --------------------------------- | -------- | ---------------- | ---------------------------- | ----------------------------------------------------------------------- |
| 1   | Nguyễn Khắc Thiệu Võ bị Đà Lạt K3 | Đại tá   | Chỉ huy trưởng   | Bộ chỉ huy Pháo binh Sư đoàn | Trực thuộc Bộ chỉ huy Pháo binh Quân khu 4 Phối thuộc Sư đoàn 7 Bộ binh |
| 2   | Lê Văn Trọng Võ khoa Thủ Đức K12  | Trung tá | Tiểu đoàn trưởng | Tiểu đoàn 71                 | Trực thuộc Bộ chỉ huy Pháo binh Sư đoàn                                 |
| 3   | Đinh Viết Hạp                     | Thiếu tá | Tiểu đoàn trưởng | Tiểu đoàn 70                 | Trực thuộc Bộ chỉ huy Pháo binh Sư đoàn                                 |
| 4   | Đặng Hữu Thịnh                    | Thiếu tá | Tiểu đoàn trưởng | Tiểu đoàn 72                 | Trực thuộc Bộ chỉ huy Pháo binh Sư đoàn                                 |
| 5   | Nguyễn Kim Anh                    | Thiếu tá | Tiểu đoàn trưởng | Tiểu đoàn 73                 | Trực thuộc Bộ chỉ huy Pháo binh Sư đoàn                                 |

## Tư lệnh Sư đoàn qua các thời kỳ
| Stt | Họ và Tên                                         | Cấp bậc                                            | Tại chức          | Chú thích |
| --- | ------------------------------------------------- | -------------------------------------------------- | ----------------- | --- |
| 1   | Nguyễn Hữu Có Võ bị Huế K1                        | Trung tá                                           | 1/1955-6/1955     | Tư lệnh lần thứ nhất. Giải ngũ năm 1967 ở cấp Trung tướng. Ngày 28 tháng 4 năm 1975 tái ngũ được Tổng thống Dương Văn Minh cử giữ chức vụ Phụ tá Tổng trưởng Quốc phòng |
| 2   | Tôn Thất Xứng Võ bị Huế K1                        | Trung tá                                           | 6/1955-4/1957     | Giải ngũ năm 1967 ở cấp Thiếu tướng |
| 3   | Ngô Dzu Võ bị Huế K2                              | Trung tá                                           | 4/1957-3/1958     | Giải ngũ năm 1974 ở cấp Trung tướng |
| 4   | Trần Thiện Khiêm Võ bị Liên quân Viễn Đông Đà Lạt | Đại tá                                             | 3/1958-3/1959     | Sau cùng là Đại tướng giữ chức vụ Thủ tướng |
| 5   | Huỳnh Văn Cao Võ bị Huế K2                        | Đại tá Thiếu tướng (12/1962)                       | 3/1959-12/1962    | Giải ngũ năm 1965 ở cấp Thiếu tướng |
| 6   | Bùi Đình Đạm Võ bị Huế K1                         | Đại tá                                             | 12/1962-11/1963   | Sau cùng là Thiếu tướng Tổng giám đốc Tổng nha Nhân lực |
| 7   | Nguyễn Hữu Có                                     | Đại tá Thiếu tướng (2/11/1963)                     | 1/11-5/11/1963    | Tái nhiệm Tư lệnh lần thứ hai (6 ngày) |
| 8   | Phạm Văn Đổng Võ bị Móng Cái                      | Đại tá                                             | 11/1963-12/1963   | Giải ngũ năm 1967 ở cấp Thiếu tướng |
| 9   | Lâm Văn Phát Võ bị Liên quân Viễn Đông Đà Lạt     | Thiếu tướng                                        | 12/1963-2/1964    | Giải ngũ năm 1965 ở cấp Thiếu tướng. Ngày 29 tháng 4 năm 1975 tái ngũ được Tổng thống Dương Văn Minh thăng cấp Trung tướng và cử giữ chức vụ Tư lệnh Biệt khu Thủ đô    |
| 10  | Bùi Hữu Nhơn Võ bị Liên quân Viễn Đông Đà Lạt     | Đại tá                                             | 2/1964-3/1964     | Giải ngũ năm 1968 ở cấp Thiếu tướng |
| 11  | Huỳnh Văn Tồn Võ bị Đà Lạt K3                     | Đại tá                                             | 3/1964-9/1964     | Giải ngũ ở cùng cấp |
| 12  | Nguyễn Bảo Trị Võ khoa Nam Định                   | Đại tá Chuẩn tướng (10/1964) Thiếu tướng (10/1965) | 9/1964-10/1965    | Sau cùng là Trung tướng Tổng cục trưởng Tổng cục Quân huấn |
| 13  | Nguyễn Viết Thanh Võ bị Đà Lạt K4                 | Đại tá Chuẩn tướng (6/1966) Thiếu tướng (6/1968)   | 10/1965-7/1968    | Năm 1970 tử nạn trực thăng ở cấp Thiếu tướng. Được truy thăng Trung tướng                                                                                               |
| 14  | Nguyễn Thành Hoàng Võ bị Huế K2                   | Chuẩn tướng                                        | 7/1968-1/1970     | Giải ngũ cùng cấp năm 1974 |
| 15  | Nguyễn Khoa Nam Võ khoa Thủ Đức K3                | Đại tá Chuẩn tướng (6/1970) Thiếu tướng (11/1972)  | 1/1970-11/1974    | Tự sát sáng ngày 1 tháng 5 năm 1975 |
| 16  | Trần Văn Hai                                      | Chuẩn tướng                                        | 11/1974-30/4/1975 | Tự vẫn lúc nửa đêm về sáng ngày 1 tháng 5 năm 1975 |